# غريب عبد التواب
غريب عبد التواب مقاتل مصري وأحد أبطال حرب أكتوبر، وهو أحد ضباط المشاة الذين واجهوا الدبابات الإسرائيلية بأجسادهم. حاصل على وسام نجمة سيناء.

## نشأته
ولد الرائد (غريب عبد التواب أحمد عبد الباري) بالواسطي بمحافظة بني سويف في عام 1948

## تعليمه
تخرج في الكلية الحربية عام 1968
وتمت ترقيته إلى رتبة نقيب في يناير 1973 وعين قائدا لسرية من قوات الصاعقة.

## حرب أكتوبر
في السادس من أكتوبر 1973 كان في طليعة الابطال الذين اقتحموا قناة السويس ووطأت اقدامهم الشاطئ الشرقي للقناة وتسلقوا الساتر الترابي ليشاركوا في رفع العلم المصري على الضفة الشرقية للقناة.
وأثناء أداء مهمته إذا بمجموعة من الدبابات الإسرائيلية تقوم بالهجوم المضاد باتجاه الشط وعلى الفور اشتبكت مجموعة الصاعقة بقيادة الرائد (غريب عبد التواب) مع هذه الدبابات واستطاعوا تدمير بعضها ثم اندفعت ثلاث دبابات في اتجاه المصطبة المتواجد عليها البطل فاندفع تجاه الدبابة الأولى تحت وابل من الرصاص ثم قفز فوق الدبابة وفتح برجها وألقى قنبلة فتحولت الدبابة إلى كتلة من اللهب.
وفي نفس الوقت كان شنودة راغب يتعامل برشاشه مع الجنود الإسرائيليين في محاولة لحمل قائده الرائد (غريب عبد التواب) بعيدا عن الموقع ولكن الطلقات الإسرائيلية تمكنت منهما فاستشهدا

## تكريمه
- حاصل على وسام نجمة سيناء
- وقد سميت إحدى المدارس بالواسطي باسمه الشهيد غريب عبد التواب ثانوية بنين.

## رصيده القتالي
الجدير بالذكر أن الشهيد غريب قد قام بتدمير 3 دبابات من دبابات العدو قبل استشهاده وقد استشهد أيضا في هذه المعركة ابن عمه الشهيد ملازم أول محمود حسن أحمد عبد الباري